# Fall River (Wisconsin)
Fall River és una població dels Estats Units a l'estat de Wisconsin. Segons el cens del 2000 tenia 1.097 habitants.

## Demografia
Segons el cens del 2000, Fall River tenia 1.097 habitants, 418 habitatges, i 290 famílies. La densitat de població era de 292,1 habitants per km².
Dels 418 habitatges en un 38% hi vivien nens de menys de 18 anys, en un 58,1% hi vivien parelles casades, en un 8,4% dones solteres, i en un 30,4% no eren unitats familiars. En el 23,2% dels habitatges hi vivien persones soles l'11% de les quals corresponia a persones de 65 anys o més que vivien soles. El nombre mitjà de persones vivint en cada habitatge era de 2,62 i el nombre mitjà de persones que vivien en cada família era de 3,15.
Per edats la població es repartia de la següent manera: un 29,4% tenia menys de 18 anys, un 7,6% entre 18 i 24, un 34,4% entre 25 i 44, un 17,9% de 45 a 60 i un 10,8% 65 anys o més.
L'edat mediana era de 33 anys. Per cada 100 dones de 18 o més anys hi havia 94 homes.
La renda mediana per habitatge era de 46.597 $ i la renda mediana per família de 54.271 $. Els homes tenien una renda mediana de 35.739 $ mentre que les dones 26.161 $. La renda per capita de la població era de 19.257 $. Aproximadament el 4,1% de les famílies i el 5,2% de la població estaven per davall del llindar de pobresa.

## Poblacions més properes
El següent diagrama mostra les poblacions més properes.